# Центральный научно-исследовательский и проектный институт жилых и общественных зданий
Центра́льный нау́чно-иссле́довательский и прое́ктный институ́т жилы́х и обще́ственных зда́ний — московский научно-исследовательский и проектный институт. Специализируется на исследованиях в области структуры жилища, а также проходящих в них трудовых и бытовых процессов.

## История
Институт был основан в 1949 году. За время своей работы институтом были разработаны:
- строительные нормы и правила проектирования жилых зданий (в период с 1960 по 1995 годы)
- типовые проекты крупнопанельного строительства (1960—2000 годы)
- проекты комплексной застройки создаваемых жилых районов городов России: Тольятти, Набережные Челны, Ульяновск, Хабаровск, Владивосток
- проект здания Театра музыкальной комедии в Хабаровске (сдан в эксплуатацию в 1977 году)
- проект нового семиэтажного здания Свердловского театра драмы с двумя зрительными залами (сдан в эксплуатацию в 1990 году)[2]
- проекты застройки жилых комплексов в Югославии, Иране, Монголии, Чили и Афганистане[3]
- проекты застройки 13 из 33 городов для военнослужащих Западной группы войск после её расформирования
- серии зданий 85, 86, 90, 121, ГМС-2001, 111, 220, 222 и других[4]

## Сотрудники
В институте работает около 550 сотрудников, среди которых 5 академиков, 8 докторов наук, 14 кандидатов архитектуры и технических наук, 3 заслуженных строителя Российской Федерации, 6 Лауреатов Государственной Премии СССР и РФ.